# طارق المولد
طارق عمر المولد (20 يوليو 1980 -) هو لاعب كرة قدم سعودي سابق ، ولعب في نادي الاتحاد ، كما مثل المنتخب السعودي.
لعب في أندية الاتحاد والحزم والوحدة والوطني والخليج

## روابط خارجية
- طارق المولد على موقع قاعدة بيانات كرة القدم.إي يو (الإنجليزية)
- طارق المولد على موقع ناشيونال فوتبول تيمز (الإنجليزية)
- طارق المولد على موقع GSA (الإنجليزية)